# Kreuzkapelle (Wiesen)

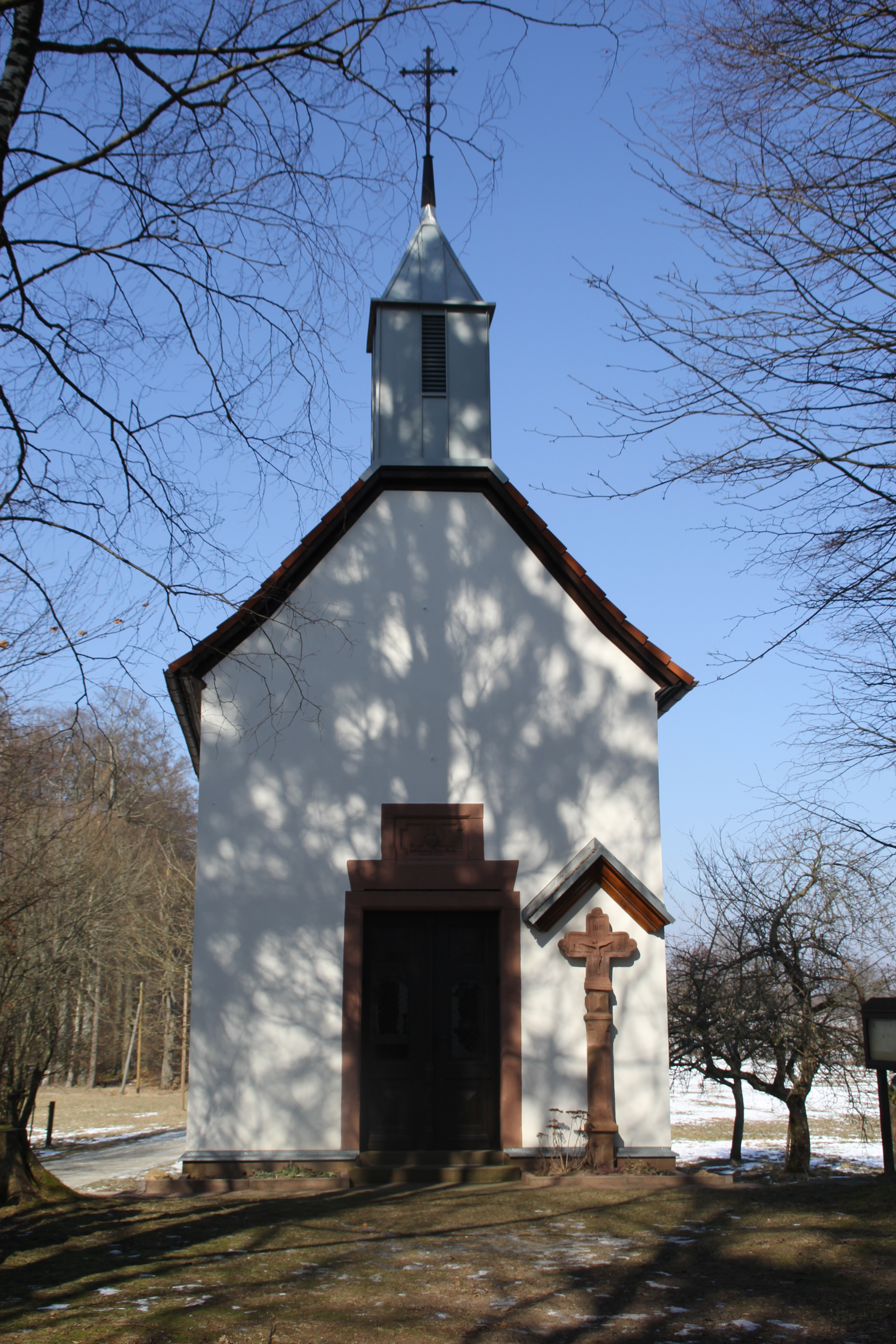
Kreuzkapelle

Die Kreuzkapelle ist eine Kapelle bei Wiesen im Landkreis Aschaffenburg in Unterfranken.

## Beschreibung
Die Kapelle steht im Spessart auf freiem Feld, westlich des Dorfes Wiesen in Richtung Bamberger Mühle, zwischen den Bergen Hoher Sang (482 m) und Kreuzberg (480 m). Sie befindet sich etwa auf 460 m ü. NHN direkt am Eselsweg in der Nähe des Wiesener Forstes.
In der 1883 durch Pfarrer Friedrich Frank errichteten Kreuzkapelle hatten sich in den letzten Tagen des Zweiten Weltkriegs deutsche Soldaten verschanzt. Nach dem Krieg wurde der durch Artilleriebeschuss stark beschädigte Bau saniert.
Das alte Wiesener Pestkreuz aus dem Jahre 1610, das 1882 auf den Kreuzberg versetzt wurde, befindet sich heute an der Giebelwand der Kreuzkapelle.
Im Bereich um das Gebäude befindet sich ein 1873, noch vor der Kapelle erbauter Kreuzweg mit 14 Stationen.